# Maximalism
Maximalism – czwarty album studyjny zespołu muzycznego Amaranthe. Wydawnictwo ukazało się 21 października 2016 roku nakładem wytwórni muzycznej Spinefarm Records. Materiał uplasował się na 169. miejscu listy Billboard 200 w Stanach Zjednoczonych znalazłszy niespełna 4 tys. nabywców w przeciągu tygodnia od dnia premiery.

## Lista utworów
Opracowano na podstawie materiału źródłowego.
| Nr  | Tytuł utworu         | Autorzy                                            | Długość |
| --- | -------------------- | -------------------------------------------------- | ------- |
| 1.  | „Maximize”           | Olof Mörck, Jake E Berg, Elize Ryd                 | 3:10    |
| 2.  | „Boomerang”          | Olof Mörck, Jake E Berg, Elize Ryd                 | 3:23    |
| 3.  | „That Song”          | Olof Mörck, Jake E Berg, Elize Ryd                 | 3:13    |
| 4.  | „21”                 | Olof Mörck, Jake E Berg, Elize Ryd                 | 3:05    |
| 5.  | „On The Rocks”       | Olof Mörck, Jake E Berg, Elize Ryd                 | 3:09    |
| 6.  | „Limitless”          | Olof Mörck, Jake E Berg, Elize Ryd                 | 3:10    |
| 7.  | „Fury”               | Olof Mörck, Jake E Berg, Elize Ryd, Henrik Englund | 2:58    |
| 8.  | „Faster”             | Olof Mörck, Jake E Berg, Elize Ryd                 | 3:26    |
| 9.  | „Break Down And Cry” | Olof Mörck, Jake E Berg, Morten Løwe Sørensen      | 3:56    |
| 10. | „Supersonic”         | Olof Mörck, Jake E Berg, Elize Ryd                 | 3:18    |
| 11. | „Fireball”           | Olof Mörck, Jake E Berg, Elize Ryd                 | 3:15    |
| 12. | „Endlessly”          | Olof Mörck, Elize Ryd                              | 3:44    |
|     |                      |                                                    | 39:47   |